# De Witt CDP (Nueva York)
De Witt es un lugar designado por el censo ubicado en el condado de Onondaga en el estado estadounidense de Nueva York. En el Censo de 2020 tenía una población de 11247  habitantes y una densidad poblacional de 667,48 habitantes por km². Fue incluido como CDP en el censo de 2020.

## Geografía
De Witt se encuentra ubicado en las coordenadas 43°02′06″N 76°04′04″O / 43.03500, -76.06778. Según la Oficina del Censo de los Estados Unidos,  tiene una superficie total de 16,85 km², de la cual 16,80 km² corresponden a tierra firme y 0,05 km² a agua.